# Just Like a Woman (film 1915)
Just Like a Woman è un cortometraggio muto del 1915 interpretato e diretto da Tom Santschi. Prodotto dalla Selig e sceneggiato da Wallace Clifton, aveva tra gli altri interpreti Bessie Eyton e Franklin Hall.

## Produzione
Il film fu prodotto dalla Selig Polyscope Company.

## Distribuzione
Distribuito dalla General Film Company, il film - un cortometraggio in una bobina - uscì nelle sale cinematografiche statunitensi il 3 febbraio 1915.